# 23

## Narození
- Plinius starší, římský polyhistor († 24. srpna 79)

## Úmrtí
- 6. října – Wang Mang, císař říše Sin (* 45 př. n. l.)
- ? – Drusus Julius Caesar, syn císaře Tiberia, otráven

## Hlava státu
- Římská říše – Tiberius (14–37)
- Parthská říše – Artabanos II. (10/11–38)
- Kušánská říše – Heraios (1–30)
- Čína, dynastie Chan (206 př. n. l. – 220 n. l.) – Wang Mang (8–23) » Keng-š´-ti (23–25)
- Markomani – Marobud (?–37)